# Sastin Marianna
Sastin Marianna (Mosonmagyaróvár, 1983. július 10. –) világbajnok szabadfogású magyar birkózó. Férje Wöller Ákos korábbi válogatott birkózó.

## Sportpályafutása
Cselgáncsozóként kezdett sportolni 1992-ben. 1998-ban bronzérmes volt a felnőtt cselgáncs bajnokságban. 1999-ben már birkózóként a junior Eb-n hatodik lett valamint Kadett vb 11. és magyar bajnok volt. 2000-ben a Hungária kupán, a legrangosabb hazai nemzetközi cselgáncs versenyen indult. Ugyanebben az évben a felnőtt magyar bajnokságon második lett cselgáncsban. Birkózásban a kadett Eb-n nyert ezüstérmet. 2001-ben a felnőtt birkózó Eb-n indult és 12. lett. A junior vb-n 10. helyen végzett. Ugyanebben az évben bronzérmes volt a cselgáncs ob-n. 2002 magyar bajnok lett birkózásban és harmadik cselgáncsban. A következő évben negyedik volt a világbajnokságon, tizedik a junior vb-n. Az év magyar birkózónőjének választották. Ezt követően felhagyott a judóval.
2005-ben helyezetlen volt az Európa-bajnokságon. A vb-n ezüstérmes lett.A 2006-os Európa-bajnokságon bronzérmes lett. A világbajnokságon ötödik helyen zárt. A következő évben ezüstérmes volt az Európa-bajnokságon. A világbajnokságon kiesett. 2008-ban újabb bronzérmet nyert az Eb-n. A Svédországban rendezett olimpiai selejtezőn kvótát szerzett. Az olimpián kiesett és 15. lett. Az év végi világbajnokságon is helyezetlen volt.
A 2009-es Eb-n nem indult. A világbajnokságon a dobogó legalsó fokára állhatott fel. 2010-ben a Vasas sportolója lett. Az Európa-bajnokságon ismét bronzérmes lett. A vb-n ötödik helyezett lett. A 2011-es Európa-bajnokságon is ugyanezen a helyen végzett. Az isztambuli vb-n ezüstérmes volt. Ezzel olimpiai kvótát szerzett. A 2012-es londoni olimpián a 2011-ben és 2012-ben is Európa-bajnoki aranyérmet szerzett ukrán Julija Osztapcsuk győzte le két menetben a 16 között, így nem jutott tovább.
2013-ban vállsérülése miatt kihagyta az Európa-bajnokságot. 2013-ban a budapesti világbajnokságon aranyérmes lett. A 2014-es Európa-bajnokságon és a világbajnokságon  kiesett. A 2015. évi Európa-játékokon 60 kg-ban szerzett aranyérmet. A világbajnokságon nyolcadik volt. A 2016-os Európa-bajnokságon bronzérmet szerzett. Áprilisban olimpiai kvótát szerzett az ulánbátori kvalifikációs versenyen. Az olimpián kiesett.
2017 januárjában porcleválással műtötték a térdét. Emiatt kihagyta az Európa-bajnokságot. 2018 februárjában gyermeke született. 2018 májusában magyar bajnok lett. A 2018-as budapesti világbajnokságon ötödik lett. A 2019-es bukaresti Európa-bajnokságon 62 kilogrammban lett bronzérmes. Az augusztusi Alekszandr Medvegy nemzetközi birkózó emlékversenyen aranyérmet szerzett. A 2019-es világbajnokságon ötödik lett és olimpiai kvótát szerzett.
A 2021-es Európa-bajnokságon ezüstérmet szerzett. A tokiói olimpián az első fordulóban kikapott a román színekben versenyző Incze Krisztától.

## Díjai, elismerései
- Az év magyar birkózója (2003, 2005, 2006, 2007, 2008, 2009, 2010, 2011, 2013, 2016, 2019,[16] 2021[17])
- Az év magyar női sportolója választás, harmadik (2013)